# Телорез
Телоре́з обыкнове́нный, или Телорез алоэви́дный (лат. Stratiótes aloídes) — вид травянистых растений монотипного рода Телорез (Stratiotes) семейства Водокрасовые (Hydrocharitaceae), произрастающих в умеренных областях Европы, на Северном Кавказе и в Западной Сибири.

## Ботаническое описание

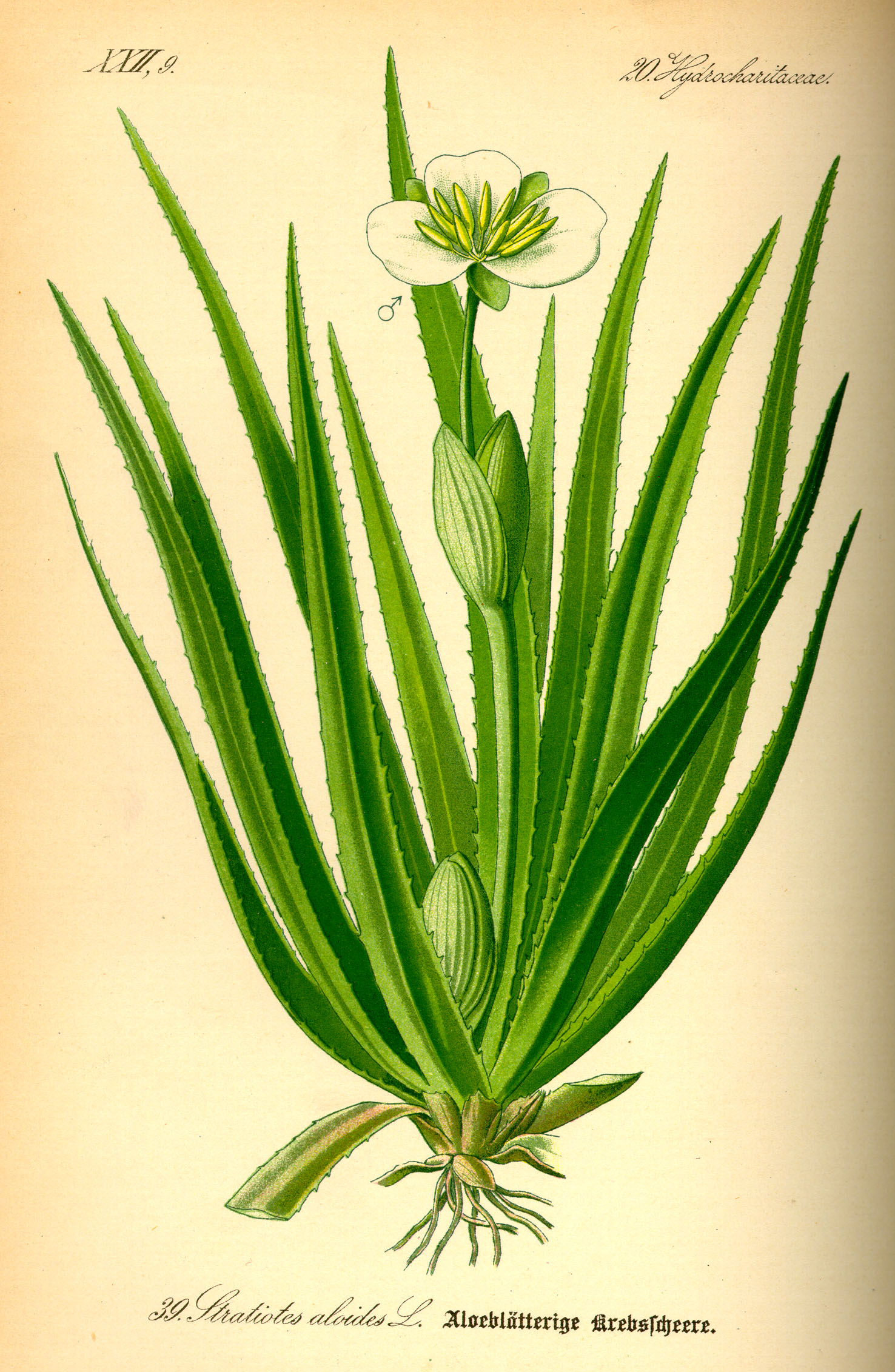
Телорез обыкновенный.

Водяное растение с розеткой многочисленных, широколинейных, жёстких, по краям шиповато-игольчатых листьев, обыкновенной верхушкой высовывающихся из воды. Эти листья способны сильно поранить купающегося человека, что и дало название растению.
Цветки двудомные с околоцветником из трёх наружных травянистых и трёх внутренних белых лепестковидных листочков. Мужские цветки по нескольку в одном покрывале, на длинных цветоножках; тычинок 11—15, окружённых многочисленными стаминодиями. В женских цветках, одиночных, редко по два, сидячих, в покрывале пестик с шестью двураздельными рыльцами и многочисленные стаминодии.
Телорез — растение, поднимающееся на поверхность воды во время цветения. Происходит это потому, что в листьях и стеблях накапливается углекислый газ и телорез становится легче воды. На солнце он «утяжеляется»: у растения образуются плоды, запасы крахмала в нём увеличиваются, и растение снова опускается на дно. К осени количество углекислого газа в листьях и стеблях опять увеличивается, растение снова всплывает. Накопив крахмал, они вторично опускаются на дно — зимовать.

## Значение и применение
Цветки посещают различные насекомые и производят перекрестное опыление. Максимальная нектаропродуктивность цветков в начале июля при 23°С  составлял 0.5 мг на цветок.
Самки стрекоз-коромысел зелёных откладывают яйца на листья телореза.

## Синонимы
- Stratiotes aculeatus Stokes
- Stratiotes aquaticus Pall.
- Stratiotes ensiformis Gilib., nom. inval.
- Stratiotes generalis E.H.L.Krause